# Intempo

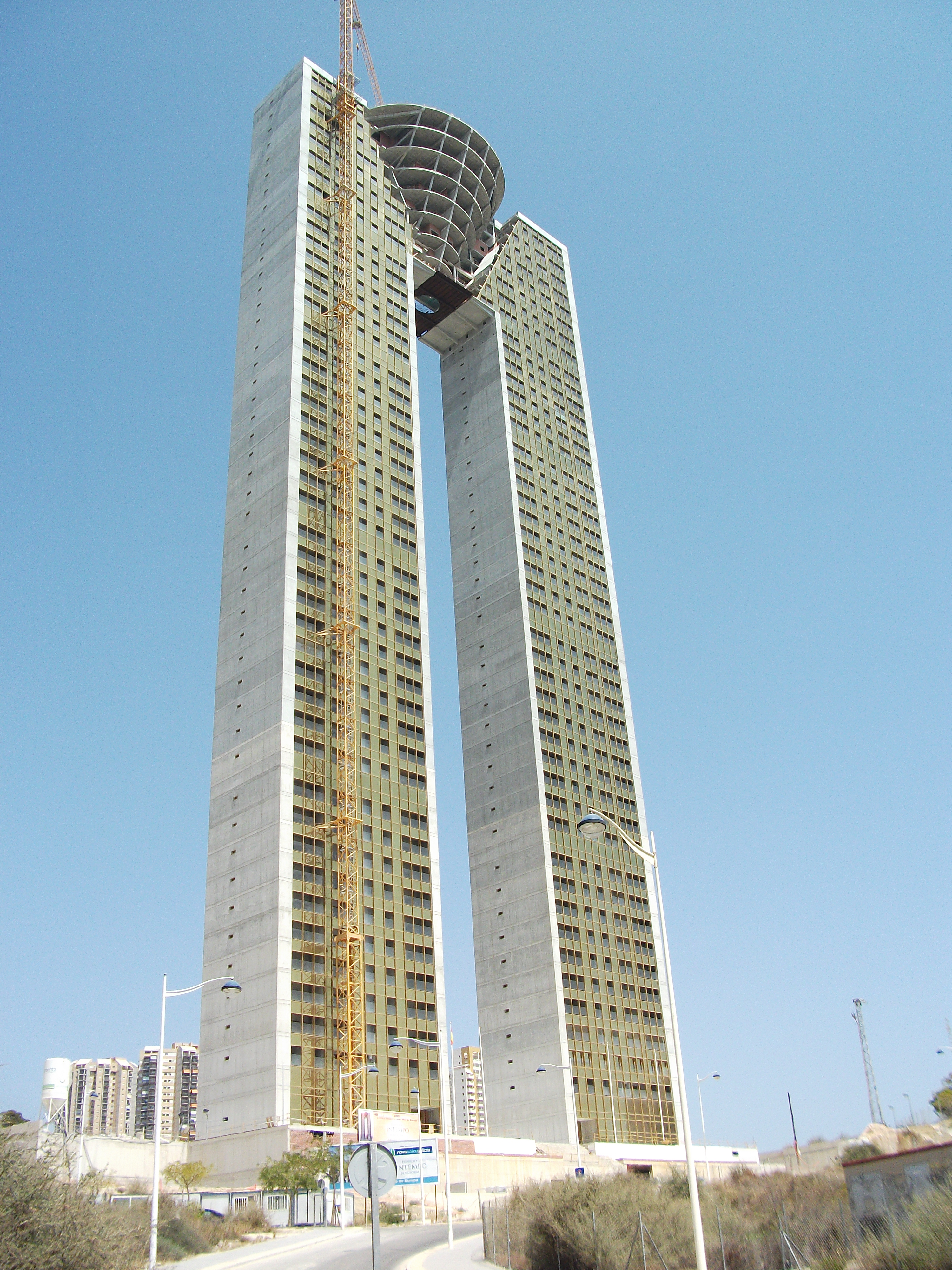
Intempo-Hochhaus

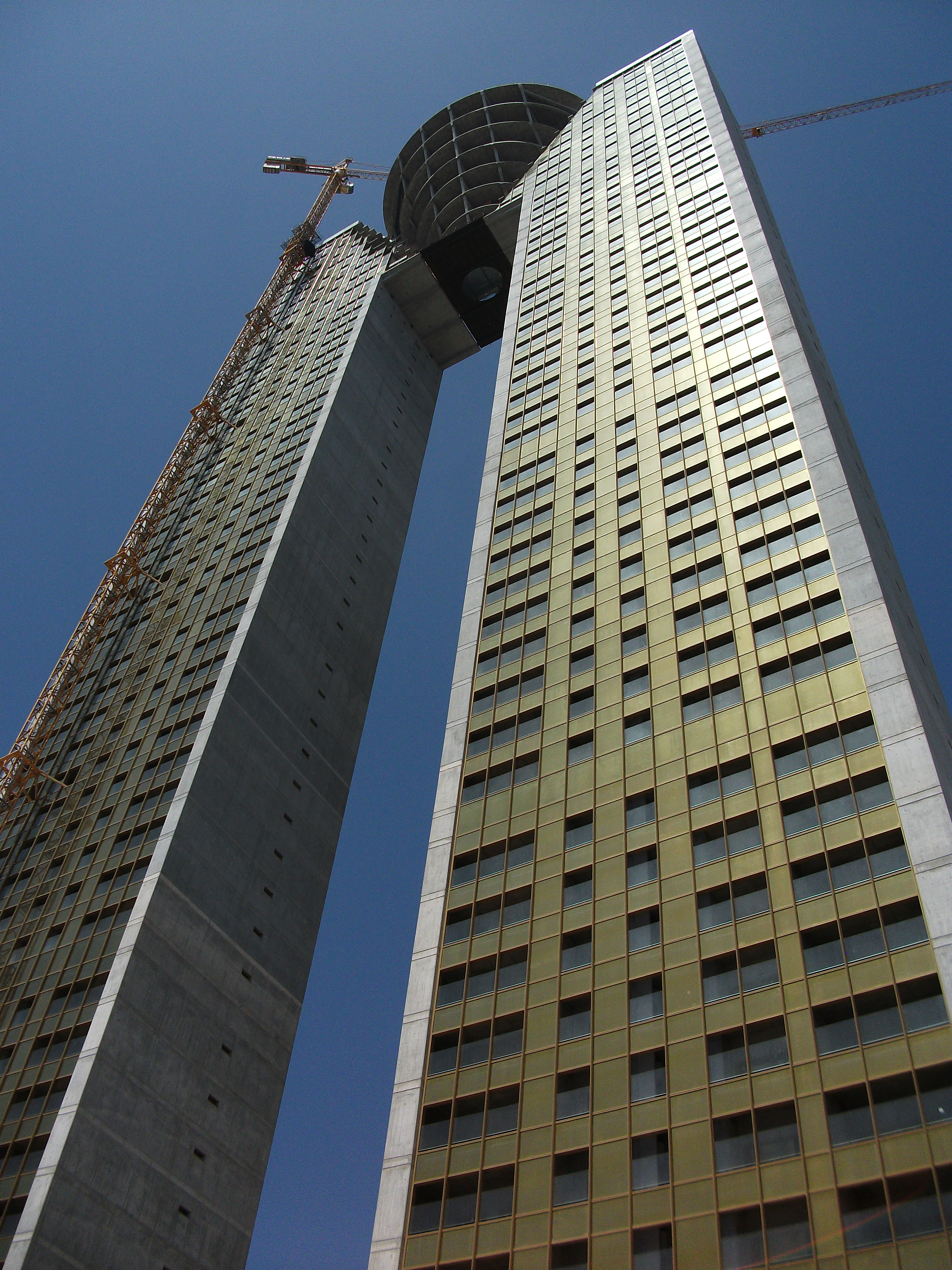
Intempo-Hochhaus

Das Intempo ist ein 47-stöckiges sowie 202,5 Meter hohes Hochhaus für Wohnzwecke in Benidorm in Spanien. Die Eröffnung des Intempo war ursprünglich für das Jahr 2009 vorgesehen, verzögerte sich jedoch wegen der Finanzkrise ab 2007 erheblich. Im März 2014 wurde mit der Entfernung des letzten Baukrans begonnen, die bis zu einer möglichen Eröffnung noch notwendigen Arbeiten blieben aber aus Geldmangel unterbrochen. Das Hochhaus wurde 2021 fertiggestellt.

## Architektur
Das Intempo besitzt 47 Obergeschosse und eine Höhe von knapp 203 Metern, womit es zu den höchsten Bauwerken Spaniens gehört und gleichzeitig eines der höchsten Wohngebäude Europas ist. In drei Untergeschossen sind Parkgaragen untergebracht. Das Intempo besteht aus zwei Wohntürmen mit einem Abstand von 20 Metern, die zwischen der 33. und der 44. Etage durch einen umgekehrten Kegel miteinander verbunden sind, der selbst acht Geschosse enthält. Die Fassade in Form eines M ist ganz aus Glas, die Seitenwände aus Stahlbeton. Die Gebäudeteile sind durch insgesamt zehn Aufzüge erschlossen, von denen jeweils drei je Wohnturm über die gesamte Höhe der beiden Türme führen. Für den Bau wurden rund 2.500 Tonnen Stahl und 29.000 Kubikmeter Beton verarbeitet. Das Gebäude wurde vom spanischen Architekten Roberto Pérez Guerras entworfen und war für den alle vier Jahre vergebenen Preis für herausragende Betonbauten 2014 des Internationalen Betonverbands (FIB) nominiert.

## Entstehungsgeschichte
Die Umsetzung des 2005 gestarteten Projekts war von zahlreichen Rückschlägen begleitet, wodurch der zunächst für Mitte 2009 vorgesehene Einweihungstermin mehrfach verschoben werden musste.
Das Intempo wird von vielen Kommentatoren als Paradebeispiel für die vom Platzen einer Immobilienblase 2007 ausgelöste Wirtschafts- und Finanzkrise in Spanien gesehen. Zum Zeitpunkt des Projektbeginns befand sich die von Spekulation angetriebene Baubranche noch in der Phase der Expansion. So erhielt die 2004 von drei spanischen Privatleuten gegründete Bauherrengesellschaft Olga Urbana 2005 bei einer symbolischen Eigenbeteiligung von nur 3.100 Euro für das Intempo einen Baukredit der Bank Caixa Galicia in Höhe von 93 Millionen Euro. Aufgrund des Konkurses der Bank ging die Hypothek zunächst auf die Nova Caixa Galicia über, bevor im Dezember 2012 die vom spanischen Staat gegründete „Bad Bank“ Sociedad de Gestión de Activos de la Reestructuración Bancaria (SAREB) diesen Anteil für rund 50 Millionen Euro übernahm.
Baubeginn war 2006. Im Juli 2009 musste die ursprünglich verantwortliche Baufirma, Estructuras Aliben, Konkurs anmelden, wodurch die Arbeiten monatelang unterbrochen blieben. Im März 2010 setzte eine neugegründete Baufirma die Bauarbeiten fort, bevor sie kurz darauf von einer dritten Firma abgelöst wurde. Bei einem Unfall im Juni 2011 wurden durch den Absturz eines Lastenaufzugs aus dem 20. Stockwerk dreizehn Arbeiter verletzt, zwei davon schwer. Die im Mittelteil des Gebäudes liegenden letzten Elemente des Betonskeletts wurden erst im Juni 2013 fertiggestellt. Im August 2013 waren 95 Prozent der Arbeiten abgeschlossen. Zu den letzten Bauabschnitten gehören der Eingangsbereich, ein Schwimmbad und die Gartenanlagen.
Im Juni 2013 zogen sich die bis dahin mit der Bauleitung betrauten Architekturbüros Pérez Guerras Ingenieros y Arquitectos Asociados und Olcina & Raduán Arquitectos aus dem Projekt zurück. Sie gaben an, das notwendige Vertrauensverhältnis zwischen Bauherr und Architekten sei verloren gegangen, nachdem von der SAREB eine externe Firma mit der Projektleitung betraut wurde. Diese habe ihre Entscheidungen in einem Maße von wirtschaftlichen Erwägungen leiten lassen, dass die Bausicherheit, die Qualität und die zukünftige Erhaltung des Gebäudes nicht mehr gewährleistet seien und die hohen Standards des ursprünglichen Entwurfs nicht mehr umgesetzt werden könnten. Die von der SAREB mit der Projektleitung beauftragte Firma Suasor erhält neben einem monatlichen Fixbetrag eine prozentuale Beteiligung an realisierten Einsparungen und befindet sich mit der für die Betonarbeiten zuständigen Baufirma in einem Rechtsstreit um nicht erstattete Materialkosten in Millionenhöhe.
Über bereits verkaufte Wohnungen gab es stark schwankende Medienangaben. Im Januar 2014 wurde berichtet, rund 200 der 269 Wohnungen seien noch ohne Käufer. Laut einem Bericht der Tageszeitung El Mundo vom April 2014 waren zwischen 2006 und 2008 100 Wohnungen verkauft worden, seitdem nur noch 20. Bei der Mehrheit der bisherigen Käufer handelt es sich um Russen. Im August 2013 berichtete die Nachrichtenagentur EFE über Verhandlungen der Intempo-Eigentümergesellschaft Olga Urbana mit Investoren aus Russland, den Vereinigten Arabischen Emiraten und Sri Lanka, die an einer Unternehmensbeteiligung interessiert seien. Nach Medienberichten sah sich die Eigentümergesellschaft Anfang 2014 mehreren Gerichtsprozessen ausgesetzt, in denen bisherige Käufer von Wohnungen, die nicht planungsgemäß fertiggestellt wurden, auf Erstattung des Kaufpreises und Schadenersatz klagten. Im April 2014 suchte die Eigentümergesellschaft weiter einen Investor, der die weitgehend fertiggestellte Immobilie zu einem Kaufpreis von rund 90 Millionen Euro übernehmen würde, ohne dass dabei die Eigentumsrechte der 120 Käufer von Wohnungen eingeschlossen wären.
Nachdem er einer Vorladung zu einer Gerichtsverhandlung um Betrugsvorwürfe im Zusammenhang mit dem Verkauf einer Wohnung im Intempo nicht nachgekommen war, erließ eine Benidormer Richterin im Juni 2014 gegen den Verkaufsbevollmächtigten der Immobilie Haftbefehl. Im Dezember 2014 setzte das Handelsgericht in Alicante eine erfahrene Fachanwältin als Konkursverwalterin der hoch verschuldeten Eigentümergesellschaft Olga Urbana ein.

## Medienberichte über fehlende Aufzüge
Zahlreiche Medien der ganzen Welt verbreiteten im August 2013 die zunächst auf der Blog-Plattform Gizmodo veröffentlichte, aufsehenerregende Falschmeldung, das Gebäude verfüge über gar keine bzw. keine funktionsfähigen Aufzüge. Sie bezogen sich dabei auf einen bereits zwei Wochen zuvor erschienenen Exklusivbericht der spanischen Zeitung El País, in dem dies zwar nicht enthalten war, dafür aber unter Berufung auf interne Quellen von Planungsfehlern aufgrund einer angeblichen späten Erweiterung der Pläne von 20 auf 47 Stockwerke berichtet wurde.
Zu den Medien, die die Falschmeldung kolportierten, zählten unter anderem CBS, CNN, Corriere della Sera, The Independent, Libération. Im deutschsprachigen Bereich wurde die Meldung unter anderem von Bild.de, Focus, N24, Neue Zürcher Zeitung, Spiegel online, Stern, oder Die Welt übernommen.
Laut der Darstellung des Nachrichten-Portals von T-Online beispielsweise sei der Einbau eines Aufzugs nicht bloß „vergessen“ worden, wodurch die oberen 27 Stockwerke „nur per Treppe zu erreichen“ seien, sondern die Erweiterung der Baupläne auf 47 Stockwerke sei sogar erst „drei Jahre nach Baubeginn“ aus „Gier der Investoren“ erfolgt. Trotz mehrerer Dementis seitens der Eigentümer, der Bauleitung und der Vermarkter hielten zunächst auch etablierte Medien an der Behauptung fest, die eingebauten Aufzüge funktionierten nicht oder nicht planungsgemäß. Manche Medien korrigierten ihre ursprüngliche Berichterstattung später und verwiesen zum Beispiel auf eine angeblich „diffuse Quellenlage“, andere verzichteten auf eine Richtigstellung und entfernten ihre fehlerhaften Artikel vollständig.
Laut Klarstellungen von ehemaligen und aktuellen Verantwortlichen funktionieren die sechs Aufzüge der Hochhaustürme einwandfrei, man könne sich die Falschmeldungen über den Planungsfehler und über die Funktionsmängel der Aufzüge nicht erklären. Die für die Planung verantwortlichen Architekten verlangten vom landesweiten Fernsehsender Antena 3, der die aus dem Ausland nach Spanien gelangten Falschinformationen ebenfalls ungeprüft verbreitet hatte, eine öffentliche Richtigstellung. Bereits im April 2013, und damit Monate vor Aufkommen der Gerüchte, hatte eine spanische Journalistin in ihrem Blog über ihren Besuch auf der Intempo-Baustelle und ihre (problemlose) Fahrt in einem Aufzug bis zum 45. Stock berichtet, entsprechende Fotos veröffentlicht und von insgesamt zehn Aufzügen geschrieben. Sechs Tage nach seiner ursprünglichen Veröffentlichung, der zahlreiche internationale Medien gefolgt waren, nahm auch der Autor des Blog-Beitrags auf Gizmodo seine Darstellung über die angeblich fehlenden Aufzüge zurück. Der für die Immobilie zuständige Verkaufsleiter gab einige Tage nach dem Höhepunkt der Medienberichte an, dass die Verkäufe von Wohnungen in dem auf diese unvorhergesehene Weise weltweit bekannt gewordenen Gebäude seitdem sehr gut liefen.